# Carl Kronacher
Carl Kronacher (Landshut, 8 de março de 1871 – Munique, 9 de abril de 1938) foi um zoólogo e médico veterinário alemão. Professor em Hanôver e Berlim; com Leopold Adametz desenvolveu a moderna teoria da reprodução animal.

## Família
Carl Kronacher veio de uma família de agricultores. Seu pai Johann Georg era um funcionário municipal em Landshut, sua mãe Maria Mathilda uma filha do escultor Jacob Ungerer. 

## Vida e trabalho
Depois de se formar na escola de gramática humanista em Landshut, ele estudou medicina veterinária na escola de veterinária em Dresden e no Ludwig-Maximilians-Universität, em Munique 1889-1894. Em 1894 ele foi licenciado como veterinário em Munique e depois fez outros estudos científicos na Universidade de Erlangen, além do trabalho prático, até 1898.  De 1898 ele foi funcionário público como veterinário distrital e diretor de matadouro em Landsberg am Lech e de 1899 a 1907 como inspetor de criação de animais em Bamberg. Em 1903 ele obteve seu doutorado em Berna com contribuições para o conhecimento do bode Rhön med. veterinário.
Na Royal Bavarian Academy for Agriculture em Weihenstephan, ele foi chefe do departamento de criação de animais em 1907 e mais tarde professor de criação de animais. Nessa época, foram criadas suas obras O Desenvolvimento da Pecuária da Baviera (1911) e Fundamentos da Biologia da Criação (1912). Sua importante colaboração com a Sociedade Agrícola Alemã e a Sociedade Alemã de Ciência de Melhoramento também começou nesta época.
Durante a Primeira Guerra Mundial, ele foi obrigado a servir como oficial veterinário de 1914 a 1916. Seu serviço militar terminou em outubro de 1916, quando foi nomeado professor titular de criação animal e genética e diretor do Instituto de Criação Animal e Ciências Hereditárias da Universidade de Medicina Veterinária de Hanover. Em 1929, ele se mudou para o Instituto de Melhoramento Animal e Genética de Animais de Estimação na Universidade Agrícola de Berlim como professor titular e diretor.  Em 1936 ele foi um dos fundadores da Sociedade Alemã de Psicologia Animal junto com Oskar Heinroth, Konrad Lorenz e outros. A revista com o mesmo nome ainda é publicada hoje (a partir de 2013). Nos últimos dois anos antes de sua aposentadoria, ele trabalhou na Faculdade Veterinária-Agrícola da Friedrich-Wilhelms-Universität Berlin, uma vez que a anterior Universidade Agrícola foi totalmente integrada em 1934. Ele então morou em Munique até o fim de sua vida.

## Trabalhos
- Beiträge zur Kenntnis der Rhönziege. Dissertation an der Veterinärmedizinischen Fakultät der Universität Bern, 1902, Bamberg: Nagengast, 1903.
- Der Wiederaufbau der deutschen Pferdezucht nach dem Kriege. Berlin: Parey, 1917.
- Die deutsche Schweine-Zucht und -Haltung nach dem Kriege. Berlin: Deutsche Gesellschaft für Züchtungskunde, 1918.
- Neuzeitliche Vererbungslehre und Tierzucht. Freising: Datterer, 1924.
- Der heutige Stand der Inzuchtfrage. Berlin: P. Parey, 1924.
- Züchtungslehre : Eine Einführung für Züchter und Studierende. Berlin: P. Parey, 1929.
- Das Institut für Tierzucht und Vererbungsforschung der Tierärztlichen Hochschule Hannover. Berlin: P. Parey, 1929.
- Technik der Haar- und Wolluntersuchung. Mit Georg Lodemann. Berlin, Wien: Urban & Schwarzenberg, 1930.
- Biometrik : Eine Einführung. Unter Mitarbeit von Carl Freiherr von Patow. Parey, 1. Aufl. in der Allgemeinen Tierzucht Bd. 2, Berlin 1924; 2. völlig neubearb. Aufl., 1930.
- Zwillingsforschung beim Rind. Parey, Berlin 1932, in: Zeitschrift für Züchtung, Reihe B, Bd. 25, H. 3;
- Neue Ergebnisse der Zwillingsforschung beim Rind. Unter Mitarbeit von D. Sanders, Berlin :Parey, 1936, in: Zeitschrift für Züchtung, Reihe B, Bd. 34, H. 1, 2;
- Genetik und Tierzüchtung. Berlin :Borntraeger, 1934.
- Allgemeine Tierzucht : Ein Lehr- und Handbuch für Studierende und Züchter. Berlin :Parey.
  - Abt. 1. Bedeutung der Tierzucht und Aufgaben der allgemeinen Tierzuchtlehre, 1916, 3. völlig neu bearbeitete Aufl., 1928.
  - Abt. 2. Fortpflanzung, 1916, 2. Aufl. 1920, 3. neubearbeitete Aufl. 1924.
  - Abt. 3. Der Artbegriff und die Wege der Artbildung, 1917, 2. neubearbeitete Aufl., 1922.
  - Abt. 4. Die Züchtung. 1919, 3 2. Aufl. 1921, 3. neubearbeitete Aufl., 1929.
  - Abt. 5. Aufzucht – Ernährung – Haltung – Pflege – Nutzung. 1920, 2. neubearbeitete Auflage, 1922.
  - Abt. 6. Öffentliche und genossenschaftliche Maßnahmen zur Förderung der Tierzucht. 1920, 2. neubearbeitete Aufl.